# Палац Гальманіні Порталуппі
45°27′08″ пн. ш. 9°11′34″ сх. д. / 45.45233321628° пн. ш. 9.1928924177538° сх. д.
Палац Гальманіні Порталуппі (італ. Palazzo Galmanini Portaluppi) — будівля, розташована за адресою Віале Беатріче д'Есте, 23, на розі з Віа Анеллі, у кварталі Куадронно в Мілані. Збудована в 1953—1956 роках Гуалтьєро Галманіні та П'єро Порталуппі, вона є одним із найвизначніших прикладів італійської раціоналістичної архітектури.

## Архітектура
Будівля складається з восьми поверхів і відзначається фасадом, оздобленим скляною мозаїкою від Bisazza. Такий вибір матеріалу надає будівлі світлого та сучасного вигляду, що відповідає принципам раціоналізму, які підкреслюють чистоту форм та інноваційне використання матеріалів.